# Dina Cocea
Dina Cocea (27 de noviembre de 1912 - 28 de octubre de 2008) fue una actriz teatral y en ocasiones cinematográfica de nacionalidad rumana con una carrera que se prolongó a lo largo de cincuenta años. Entre otras actividades, Cocea fue intérprete durante 17 años del Teatro Nacional de Bucarest, profesora universitaria, escritora y columnista, y activista política y representante de la UNESCO.

## Biografía
Nacida en Bucarest, Rumanía, su padre era Nicolae Dumitru Cocea, un conocido escritor y periodista, y su madre Florica Mille, hija de otro destacado periodista y escritor, el político  socialista Constantin Mille, en cuya casa Cocea residió siendo niña. A los 14 años de edad Cocea fue a París, donde estudió un tiempo en una escuela católica. Más adelante vivió con su tía, Alice Cocéa, una actriz y estrella del teatro parisino que la estimuló para hacer la carrera de actriz.
Tras completar sus estudios de arte dramático en París, Cocea volvió a Rumanía, donde debutó como actriz en 1934. En 1935 Cocea consiguió un papel en el Teatro Comedia de Bucarest junto al actor G. Timică en la obra Adevăratul Iacob.
El primer gran éxito de Cocea se produjo actuando en la pieza de Melchior Lengyel Taifunul. Su primera actuación en el cine llegó en 1939 con O noapte de pomină. En 1941 Cocea fundó una compañía itinerante, Teatrul Nostru, escogiendo como compañeros de interpretación a Fory Etterle, Eugenia Zaharia y Peter Niro. La asociación duró 8 años, pero se disolvió al ser nacionalizado el Teatro Comedia en 1948-1949. Posteriormente Cocea pasó a ser actriz del Teatro Nacional de Bucarest, permaneciendo en la institución 17 años hasta retirarse en 1966. Parte de ese período, desde 1952 a 1962, Cocea fue decana de la Facultad de Teatro de la Universidad de Bucarest.
Tras su retiro del Teatro Nacional, Cocea interpretó otros muchos papeles en diversos teatros de Bucarest desde 1979 a 1989, siendo presidenta de la Asociaţia oamenilor din instituţiile teatrale şi muzicale (ATM) (Asociación de Artistas Teatrales y Músicos), enseñando interpretación en la universidad, y dedicándose un tiempo a la política. También actuó en una docena de filmes, el último de ellos en 1992, el detectivesco Atac în bibliotecă, y representó a Rumanía en la UNESCO y en congresos internacionales organizados por las Naciones Unidas.
A pesar de actuar en más de 100 producciones teatrales, una docena de películas, ser invitada con regularidad en producciones radiofónicas y cinematográficas, y ser una afamada escritora en Rumanía con una carrera de más de 50 años, Cocea fue poco conocida fuera de su país. Sin embargo, en su país era una figura familiar, recibiendo el nombre de Mare Doamnă a Teatrului ("Reina del Teatro"). En 2001, Cocea fue recompensada con un doctorado honorario concedido por la Universitatea de Artă Teatrală şi Cinematografică (Universidad de Arte Teatral y Cinematografía), y en 2002 recibió la Ordinul Naţional (Orden Nacional Rumana) o "Steaua României" (Orden de la Estrella de Rumanía), la más alta condecoración civil de Rumanía, concedida únicamente por el presidente, y que le garantizaba el rango de caballero.
Dina Cocea falleció el 28 de octubre de 2008 en Bucarest a causa de un infarto agudo de miocardio un mes antes de cumplir los 96 años de edad. Tras su muerte, el que en su momento fuera Presidente de Rumanía, Ion Iliescu, y el ministro de Cultura Adrian Iorgulescu, entre otros dignatarios, expresaron su pesar. El 30 de octubre el cuerpo de Cocea reposaba en el vestíbulo del Teatro Nacional de Bucarest, a donde acudieron dignatarios y actores como Gheorghe Dinică, Marin Moraru y Ion Caramitru, muchos de ellos antiguos alumnos suyos, así como amigos, familiares y estudiantes de la Universidad Nacional de Teatro y Cinematografía, conocida como "IL Caragiale." El 31 de octubre fue enterrada en el Cementerio de Bellu, recibiendo honores militares en el funeral. Le sobrevivió su marido, Ion Toboşaru.

## Filmografía
- O noapte de pomină (1939)
- Cartierul Veseliei (1964)
- Neamul Şoimăreştilor (1964)
- Ciprian Porumbescu (1972)
- Ştefan cel Mare - Vaslui 1475 (1974)
- Muşchetarul român (1975)
- Aurel Vlaicu (1977)
- Iancu Jianu haiducul (1980)
- Cântec pentru fiul meu (1980)
- Atac în bibliotecă (1992)